# World Football Challenge de 2012
O World Football Challenge de 2012 foi um torneio de futebol amistoso que foi realizado nos Estados Unidos e Canadá entre 18 de julho e 11 de agosto de 2012.

## Equipes participantes
- Celtic
- Chelsea
- D.C. United
- Liverpool
- Los Angeles Galaxy
- Milan
- Paris Saint-Germain
- Real Madrid
- Santos Laguna
- Seattle Sounders
- Toronto FC

## Regras
O torneio não é eliminatório. No quadrangular, o vencedor ganha três pontos, o vencedor nos pênaltis, dois, e o perdedor nos pênaltis, um. Ganha-se 1 ponto extra a cada gol que o time marcar (essa regra vale até 3 gols). Quem somar mais pontos ao final das três rodadas será o campeão. De acordo com o regulamento, se os dois primeiros colocados se enfretarem na última rodada, o vencedor da partida é o campeão, não importa a pontuação.

## Classificação
| Clube               | J | V | VP | DP | D | GP | GC | SG  | Pts |
| ------------------- | - | - | -- | -- | - | -- | -- | --- | --- |
| Real Madrid         | 4 | 4 | 0  | 0  | 0 | 14 | 3  | +11 | 22  |
| Chelsea             | 3 | 1 | 1  | 0  | 1 | 5  | 4  | +1  | 8   |
| Milan               | 2 | 1 | 0  | 0  | 1 | 2  | 5  | -3  | 5   |
| Paris Saint-Germain | 2 | 0 | 2  | 0  | 0 | 2  | 2  | 0   | 4   |
| Liverpool           | 2 | 0 | 0  | 1  | 0 | 1  | 1  | 0   | 2   |
| Toronto FC          | 1 | 0 | 0  | 1  | 0 | 1  | 1  | 0   | 2   |
| D.C. United         | 1 | 0 | 0  | 1  | 0 | 1  | 1  | 0   | 2   |
| Seattle Sounders    | 1 | 0 | 0  | 0  | 1 | 2  | 4  | −2  | 2   |
| Santos Laguna       | 1 | 0 | 0  | 0  | 1 | 1  | 2  | -1  | 1   |
| Los Angeles Galaxy  | 1 | 0 | 0  | 0  | 1 | 1  | 5  | -4  | 1   |
| Celtic              | 1 | 0 | 0  | 0  | 1 | 0  | 2  | -2  | 0   |

## Estádios
| Carson             | Miami                   | Whitney            | Nova Iorque        |
| ------------------ | ----------------------- | ------------------ | ------------------ |
| Home Depot Center  | Sun Life Stadium        | Sam Boyd Stadium   | New Yankee Stadium |
| Capacidade: 27,000 | Capacidade: 74,918      | Capacidade: 36,800 | Capacidade: 52,325 |
|                    |                         |                    |                    |
| Toronto            | Filadélfia              | Seattle            | Washington, D.C.   |
| Rogers Centre      | Lincoln Financial Field | CenturyLink Field  | RFK Stadium        |
| Capacidade: 49,808 | Capacidade: 67,594      | Capacidade: 67,000 | Capacidade: 56,692 |
|                    |                         |                    |                    |

## Jogos
Todos os horários são em UTC-4 (Horas locais em parênteses)
| 18 de Julho         | Seattle Sounders | 2 – 4     | Chelsea                                 | CenturyLink Field, Seattle               |
| 21:30 (18:30 UTC−7) | Montero 14', 32' | Relatório | Lukaku 3', 44' · Hazard 11' · Marin 40' | Público: 53 309 Árbitro: Ricardo Salazar |

| 21 de Julho         | Toronto FC   | 1 – 1     | Liverpool  | Rogers Centre, Toronto             |
| 16:00 (16:00 UTC−4) | Amarikwa 58' | Relatório | Morgan 69' | Público: 33 087 Árbitro: Paul Ward |

| 22 de Julho         | Chelsea          | 1 – 1     | Paris Saint-Germain | New Yankee Stadium, Nova Iorque          |
| 19:00 (19:00 UTC−4) | Lucas Piazon 82' | Relatório | Nenê 30'            | Público: 38 202 Árbitro: Edvin Jurisevic |

| 28 de Julho         | Chelsea | 0 – 1     | Milan          | Sun Life Stadium, Miami Gardens          |
| 18:00 (18:00 UTC−4) |         | Relatório | Emanuelson 68' | Público: 57 748 Árbitro: Ricardo Salazar |

| 28 de Julho         | D.C. United          | 1 – 1     | Paris Saint-Germain | RFK Stadium, Washington, D.C.           |
| 19:30 (19:30 UTC−4) | De Rosario 33' (pen) | Relatório | Ibrahimović 3'      | Público: 13 176 Árbitro: John McCloskey |

| 2 de Agosto         | Los Angeles Galaxy | 1 – 5     | Real Madrid                                                      | Home Depot Center, Carson                |
| 22:30 (19:30 UTC−7) | Lopes 23'          | Relatório | Higuaín 2' · Di María 11' · Callejón 36' · Morata 49' · Jesé 84' | Público: 30 317 Árbitro: Ricardo Salazar |

| 5 de Agosto         | Real Madrid              | 2 – 1     | Santos Laguna | Sam Boyd Stadium, Whitney                 |
| 23:00 (20:00 UTC−7) | Alonso 14' · Khedira 72' | Relatório | Suárez 25'    | Público: 29 152 Árbitro: Baldomero Toledo |

| 8 de Agosto         | Real Madrid                                                                 | 5 – 1     | Milan       | New Yankee Stadium, Nova Iorque       |
| 20:00 (20:00 UTC−4) | Di María 24' · Cristiano Ronaldo 49', 66' · Sergio Ramos 81' · Callejón 89' | Relatório | Robinho 33' | Público: 49 474 Árbitro: Jair Marrufo |

| 11 de Agosto        | Real Madrid                | 2 – 0     | Celtic | Lincoln Financial Field, Filadélfia   |
| 13:30 (13:30 UTC−4) | Callejón 22' · Benzema 67' | Relatório |        | Público: 34 018 Árbitro: Sorin Stoica |

## Artilharia
3 gols (1)
- José María Callejón (Real Madrid)

2 gols (4)
- Fredy Montero (Seattle Sounders)
- Romelu Lukaku (Chelsea)
- Ángel Di María (Real Madrid)
- Cristiano Ronaldo (Real Madrid)

1 gol (20)
- Eden Hazard (Chelsea)
- Marko Marin (Chelsea)
- Quincy Amarikwa (Toronto FC)
- Adam Morgan (Liverpool)
- Nenê (Paris Saint-Germain)
- Lucas Piazon (Chelsea)
- Urby Emanuelson (Milan)
- Dwayne De Rosario (D.C. United)
- Zlatan Ibrahimović (Paris Saint-Germain)
- Gonzalo Higuaín (Real Madrid)
- David Lopes (Los Angeles Galaxy)
- Morata (Real Madrid)
- Jesé Rodríguez (Real Madrid)
- Xabi Alonso (Real Madrid)
- Sami Khedira (Real Madrid)
- Christian Suárez (Santos Laguna)
- Sergio Ramos (Real Madrid)
- Robinho (Milan)
- Karim Benzema (Real Madrid)